# عادل فهمي
د. عادل فهمي (مايو 1941 - 13 ديسمبر 2002) من العلماء المؤسسين لعلوم الكمبيوتر وتكنولوجيا المعلومات في العالم العربي منذ بداية الثمانينات.
الدكتور عادل فهمي هو أحد رواد المؤسسات التعليمية النوعية لتعليم الكمبيوتر (الحاسوب) في مصر والعالم العربي، في زمن لم يكن الكمبيوتر إلا آلة للألعاب الإلكترونية أو اختراعا لا يعلم أو يهتم به الكثير. وقد ساهم في إزالة ذلك الحاجز الذي أحدثه وجود الكمبيوتر بين عامة الناس والتقدم العلمي والتكنولوجي بإعداده وتقديمه لبرنامج عالم الكومبيوتر الذي أذيع في التليفزيون المصري في نهاية الثمانينات ثم أعيد بثه في عام 1990 
```
[
2
]
```

## مولده ونشأته العلمية
ولد الدكتور عادل في الإسكندرية عام 1941 لأب استشهد في البحرية المصرية. نشأ في أسرة أدبية وعلمية في نفس الوقت، حيث خاله الأديب الكبير يحيي حقي وخاله أيضا كبير مفتشي الرياضيات في مصر، العالم إسماعيل حقي برقوق الذي حبّبه في الرياضيات. حصل الدكتور عادل على بكالوريوس الهندسة من جامعة الإسكندرية وصدر أمر بتعيينه بالمركز القومي للبحوث. ثم حصل على ماجستير في الرياضيات ثم ماجستير في الإحصاء من المعهد القومي للإحصاء، وفي رحلة سفرة إلي الخارج التي امتدت من 1972 حتى 1983، حصل على الماجستير في الرياضيات البحته من جامعة مانشستر بإنجلترا، ثم على دكتوراه في علوم الكمبيوتر من نفس الجامعة، وكان من أوائل المصريين الذين حصلوا على هذه الدرجة. وتقديراً لجهوده العلمية حصل الدكتور عادل على زمالة الجمعية الملكية بلندن. وفي العراق كان أستاذا للكمبيوتر ونظم المعلومات بجامعة السليمانية بشمال العراق. وعند عودته إلى مصر في أغسطس 1983 عمل أستاذا للرياضيات بالجامعة الأمريكية في القاهرة، ثم انشأ المعهد الثقافي لدراسات الكمبيوتر الذي كان من أوائل مراكز التدريب لتكنولوجيا المعلومات في مصر والعالم العربي. عمل الدكتور عادل مستشارا علميا لشركة صخر رائدة البرمجيات العربية في الثمانينات. كما شارك في إنشاء معامل للحاسب الآلي بالمدارس وتنظيم فعاليات لنشر الوعي بالتكنولوجيا بين الشباب في بداية التسعينيات.

## البرنامج التليفزيوني: عالم الكومبيوتر
قدّم عادل فهمي أول برنامج تليفزيوني تعليمي للكمبيوتر في العالم العربي وهو برنامج (عالم الكومبيوتر) الذي أعدّه وقدّمه في التليفزيون المصري والإذاعة في نهايات الثمانينات (88-89).وقد شارك الدكتور عادل أيضا في إنشاء معمل بحوث نظم المعلومات والحاسبات بالمركز القومي للبحوث والذي أصبح رئيسا له بعد ذلك، حيث كان أصغر رئيسا لقسم بالمركز. عين الدكتور عادل فهمي مستشارا لوزير التعليم وشارك بوضع أول مناهج لتدريس الكومبيوتر وهو عضوا بلجنة تطوير التعليم الفني.

## تعريب الحاسب الآلي
أما بالنسبة لجهوده في تعريب الكمبيوتر، فقد كان الدكتور عادل بحكم عمله في شركة صخر معاصرا لإعداد أول مصحف إلكتروني عربي، كما قام بمحاولات جيدة في تعريب أنظمة الحاسب والتعرف على الحروف العربية OCR. نشر للدكتور عادل أكثر من 15 مؤلفا في علوم الكمبيوتر وتكنولوجيا المعلومات.

## مجالات مختلفة
شغل الدكتور عادل منصب مساعد الأمين العام لاتحاد الطلبة العرب بلندن في فترة سفره، وقد التقى بالرئيس أنور السادات في عدة لقاءات جمعت بينه وبين ممثلي الطلاب بالخارج. بجانب مجموعة مؤلفاته في الكومبيوتر، كان الدكتور عادل فهمي يجمع بين هوايات أخرى، حيث عمل صحفيا بمجلتي روز اليوسف وآخر ساعة في عام 1972 وذلك قبل سفره. أُسند إليه الإشراف في مجلة آخر ساعة على باب الموسيقي الجاز التي كانت منتشرة في هذا الوقت. أطلق عليه جميل عارف لقب «صحفي من تحت السلاح»، عندما استطاع أن يجري أول حوار صحفي مع الأديب الكبير توفيق الحكيم الذي كان في فترة انقطاع تامة عن الأحاديث الصحفية. وقد جمع الدكتور عادل كل هذه المقالات في كتاب «جاز نهاوند وسيكاه». كما قام بتأليف كتاب «أصل السلالم الموسيقية وتطورها» والتي شرح فيها بالأساليب الرياضية البحتة مشتقات السلالم والمقامات الموسيقية في الموسيقى الغربية والشرقية.

## وفاته
توفي الدكتور عادل فهمي في القاهرة 13 ديسمبر 2002.

## وصلات خارجية
- برنامج عالم الكمبيوتر